# Андарма (деревня)
Андарма́ — исчезнувшая деревня в Бакчарском районе Томской области. На момент упразднения входила в состав Богатыревского сельсовета. Упразднена в 2004 году.

## География
Деревня располагалась на правобережье реки Андарма ниже впадения в неё реки Степановка, в 7 км к юго-западу от села Богатырёвка.

## История
В непосредственной близости от позднее построенной д. Андарма, по правому берегу р. Андарма, на карте Томской губернии 1921 г. отмечена изба остяка.
Точная дата основания деревни не установлена. Так, по некоторым сведениям, в 1939 году в посёлке Андарма проживало 83 человека. В то же время, сведения о поселке отсутствуют, например, в перечне избирательных участков на 1946 год. По некоторым данным посёлок мог возникнуть в 1948 году, как производственный участок Андарминский Бакчарского леспромхоза. Основную массу жителей деревни в советские годы составляли бывшие спецпереселенцы из ликвидированных спецпереселенческих поселков, располагавшихся на реке Андерма.
Постановлением Государственной Думы Томской области от 29.07.2004 года № 1359 деревня Андарма исключена из учётных данных.

## Население
| 1939 | 1959 | 1970 | 1979 | 1989 | 2002 |
| ---- | ---- | ---- | ---- | ---- | ---- |
| 83   | ↗566 | ↘158 | ↘39  | ↘3   | ↘0   |